# Café de Coral
Café de Coral Holdings, Ltd. (en chino tradicional, 大家樂集團有限公司) es un grupo de restaurantes de comida rápida con sede en Hong Kong que posee y opera diversas cadenas de comida rápida y restaurantes, entre ellos Café de Coral, Super Super, The Spaghetti House, Oliver's Super Sandwiches, Ah Yee Leng Tong, entre otros.
Fundado en 1968, el grupo Café de Coral abrió su primer restaurante homónimo en el distrito de Causeway Bay, Hong Kong, en 1969. Desde entonces, ha crecido hasta operar más de 580 establecimientos bajo sus distintas marcas en todo el mundo, consolidándose como el mayor grupo de restaurantes de comida rápida china en Hong Kong y a nivel global. En un día típico, atiende a más de 300,000 personas solo en Hong Kong.

## Historia

### Fundación
Café de Coral fue fundado por Victor Lo Tang-seong (1915-2016), hermano del fundador de Vitasoy, Lo Kwee-seong, y del fundador de Fairwood, Lo Fong-cheung, junto con su sobrino Lo Kai-muk. Victor Lo tuvo la visión de crear un restaurante que ofreciera comida asequible para la clase trabajadora de Hong Kong. Constituyó la empresa en 1968 y abrió el primer local en Causeway Bay en septiembre de 1969, a la edad de 54 años.
La cadena se expandió gradualmente durante la siguiente década. En 1977, comenzó a promocionar sus restaurantes mediante comerciales de televisión. En 1979, estableció su primera planta de procesamiento de alimentos para reducir costos y garantizar consistencia. En 1986, el grupo Café de Coral salió al mercado. En 1988, abrió su restaurante número 50. Los años posteriores estuvieron marcados por una diversificación, con una serie de adquisiciones.

### Adquisiciones y expansión
En mayo de 1990, Café de Coral realizó su primera adquisición al comprar la cadena Ah Yee Leng Tong por HK$14 millones. Un año después, adquirió The Spaghetti House, una popular cadena de comida italiana al estilo de Hong Kong. Ese mismo año, abrió su segunda planta de procesamiento de alimentos. En 1992, inauguró su restaurante número 100 y su primer establecimiento fuera de Hong Kong, en la cercana ciudad de Shenzhen.
En 1996, lanzó Bravo le Café, una nueva marca de restaurantes. Ese mismo año, adquirió Scanfoods, una empresa de procesamiento de jamón y distribución de alimentos. En 1998, inició otra cadena llamada Super Super Congee & Noodle.
En 2000, continuó con su estrategia de adquisiciones al comprar Denny's Bakery, una empresa de fabricación y distribución de panadería en Hong Kong, y Manchu Wok, una cadena de comida rápida china con fuerte presencia en Canadá y Estados Unidos. En los años siguientes, también adquirió China Inn (2002), New Asia Dabao (2003) y Oliver's Super Sandwiches (2003).
En 2006, Café de Coral introdujo su "concepto de cuarta generación" en todos sus locales, renovando muchos restaurantes para adaptarlos a estándares modernos.
En 2007, invirtió en el Tao Heung Group, un grupo de restaurantes más pequeño que opera 11 marcas en China y Hong Kong.
En 2012, lanzó MiXian Sense, una nueva cadena con el objetivo de liderar el mercado de mixian (fideos de arroz) en Hong Kong.
En 2014, vendió Manchu Wok al MTY Food Group.
En 2016, falleció el fundador Victor Lo Tang-seong a los 101 años.

## Marcas

### Café de Coral

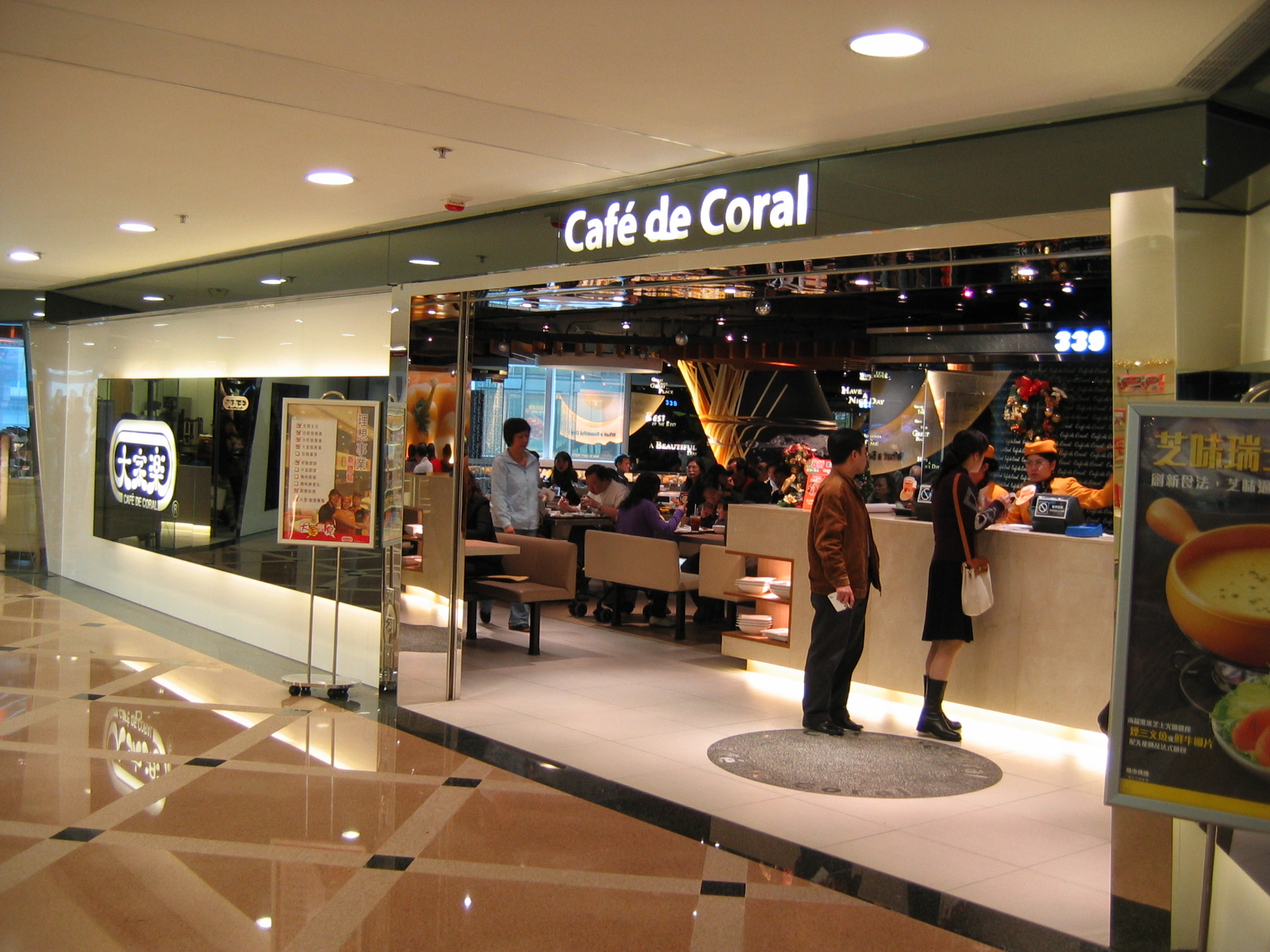
Un restaurante de comida rápida Café de Coral

Café de Coral es una cadena de comida rápida que ofrece platos chinos y occidentales a precios accesibles. Fundada en 1968 en Causeway Bay, opera más de 100 locales en Hong Kong y 24 en China. Hasta septiembre de 2019, el grupo contaba con 165 restaurantes Café de Coral.

### The Spaghetti House
The Spaghetti House es una cadena de restaurantes especializados que sirve cocina italiana al estilo de Hong Kong (como fideos) y se posiciona como una opción de mercado medio, amigable para familias y turistas. Fundada en 1979, opera más de 30 locales en Hong Kong, Macao y el sur de China.

### Ah Yee Leng Tong
Ah Yee Leng Tong es una cadena de restaurantes especializados en sopas chinas caseras y platos cantoneses variados, conocida también por su salsa XO. Sus locales, de unos 250 m² en promedio, combinan mobiliario tradicional y moderno, atrayendo tanto a locales como a turistas. Hasta 2007, su única ubicación estaba en el Aeropuerto Internacional de Hong Kong.

### Bravo le Café
Bravo le Café es una cadena de restaurantes de servicio rápido que ofrece una mezcla de comida occidental, china y japonesa en un ambiente tipo bistró, dirigido a "ejecutivos jóvenes y en ascenso". Actualmente, cuenta con tres locales en Hong Kong: el International Finance Centre, Central y el Aeropuerto Internacional de Hong Kong.

### Super Super Congee & Noodles
Super Super Congee & Noodles es una cadena de comida rápida que sirve congee y diversos platos de fideos. Hasta marzo de 2006, tenía 50 locales en Hong Kong, incluyendo dos en Tsing Yi y uno en Wong Tai Sin.

### MiXian Sense
MiXian Sense es una cadena de restaurantes especializados en fideos de arroz con sopa de tomate especiada al estilo Sichuan, además de opciones como sopa de tomate dulce, caldos de hueso de cerdo y sopas picantes de Sichuan. Fundada en Ching Yi en 2012, se ha expandido a 16 locales en Hong Kong.

### Oliver's Super Sandwiches
Oliver's Super Sandwiches llegó a Hong Kong en 1987 y fue relanzada por Café de Coral en 2012. Esta marca ofrece principalmente sándwiches frescos, pastas ligeras y patatas al vapor con combinaciones de huevo y salmón.

### Otras marcas
Otras marcas incluyen Little Onion, The Cup, 360 Series, ZAKKA, Shanghai Lao Lao y Dong Dong Tei.

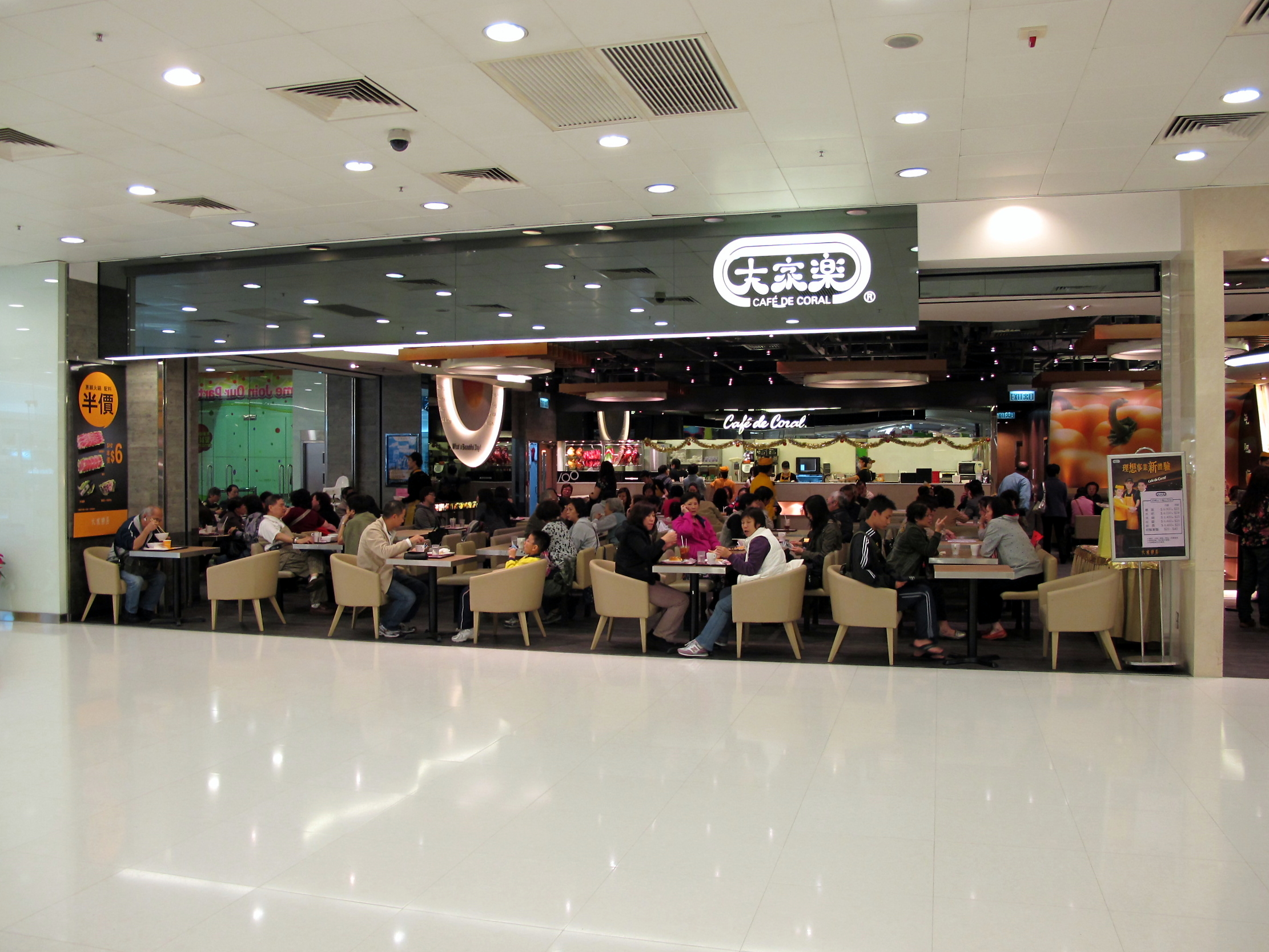
Entrada de la tienda de Uptown Plaza.
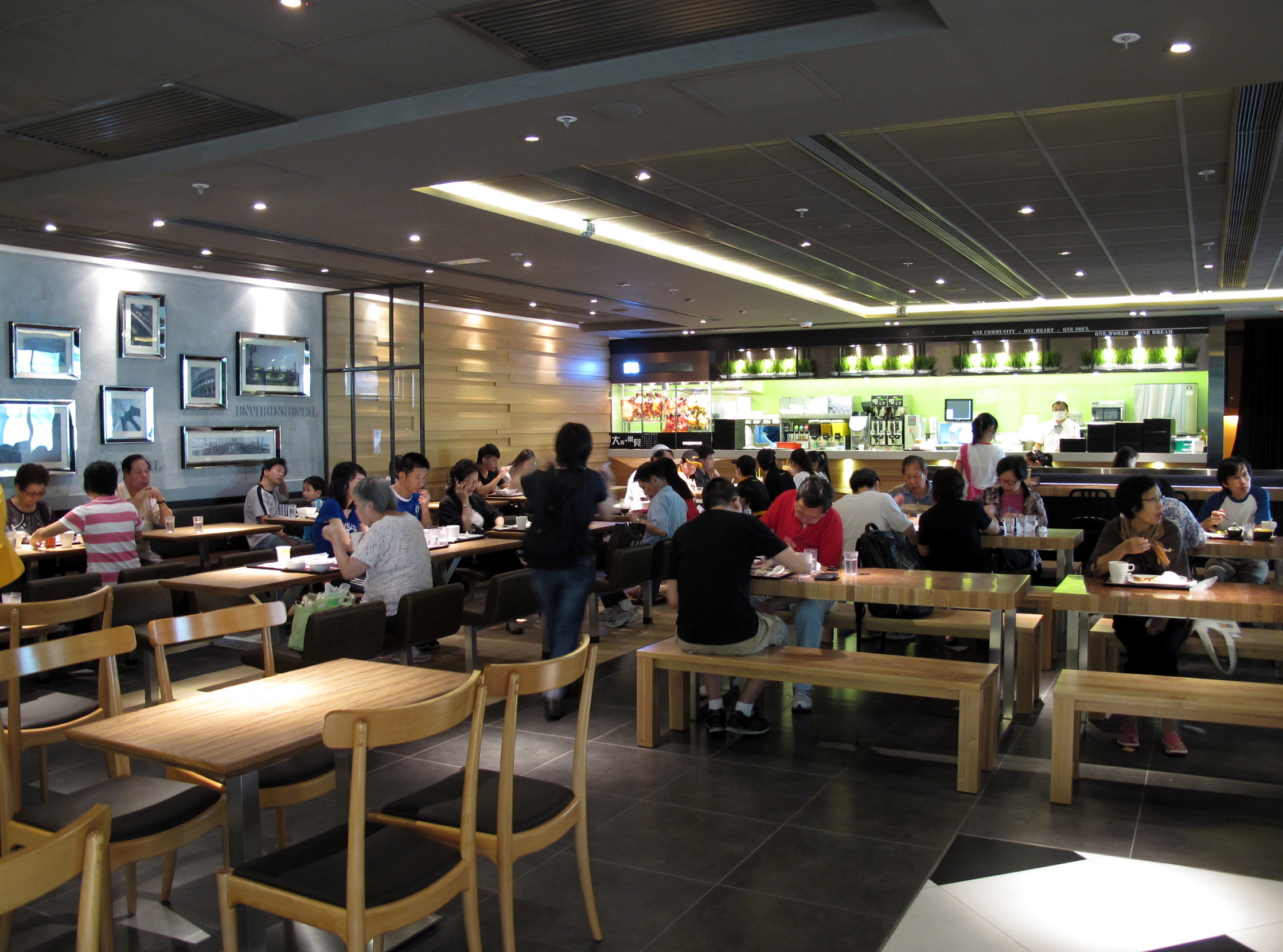
Interior de la tienda de New Town Plaza, con el diseño más antiguo de la quinta generación.
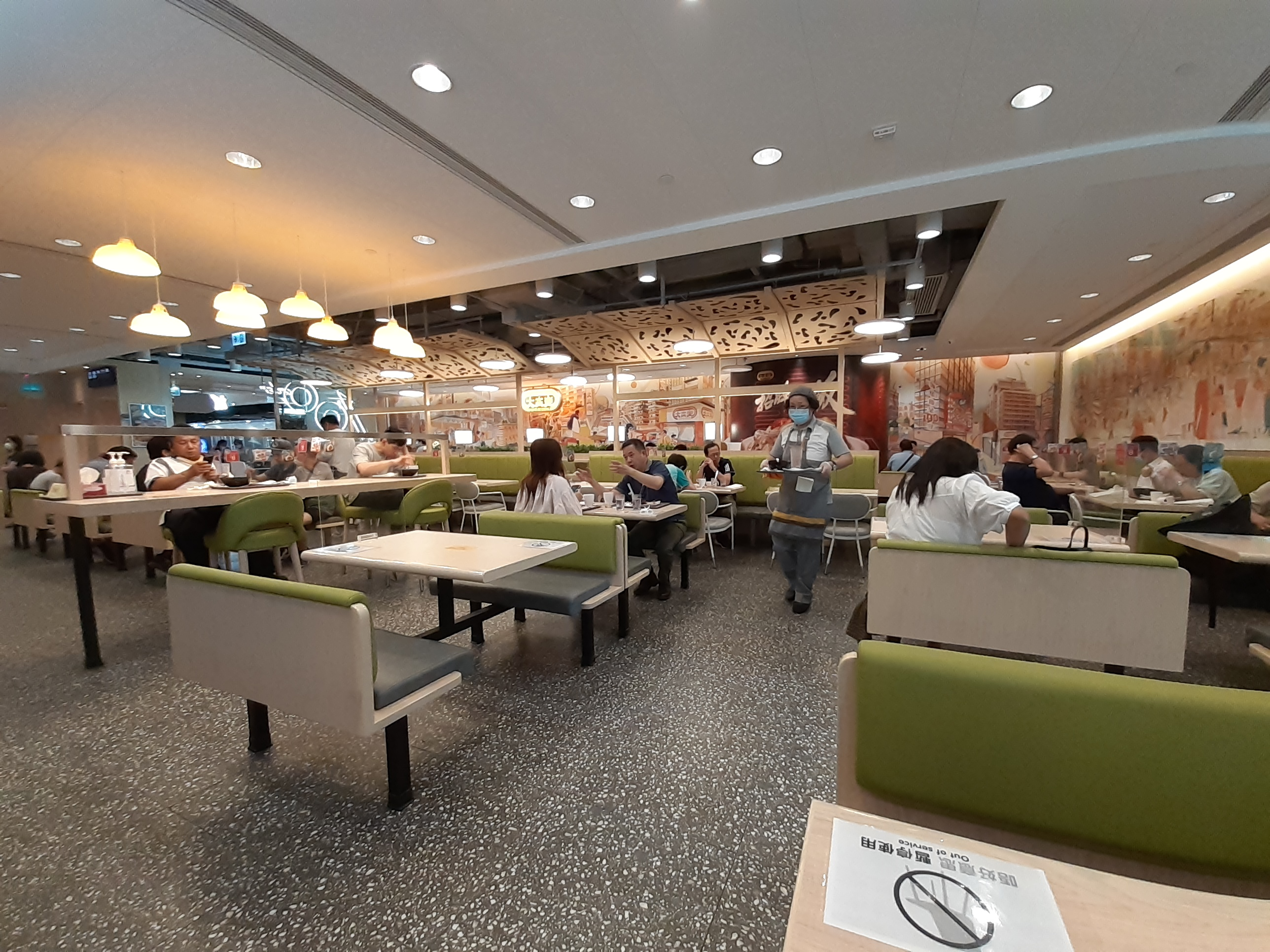
Interior de la tienda del parque LOHAS, con el diseño más moderno de la sexta generación.
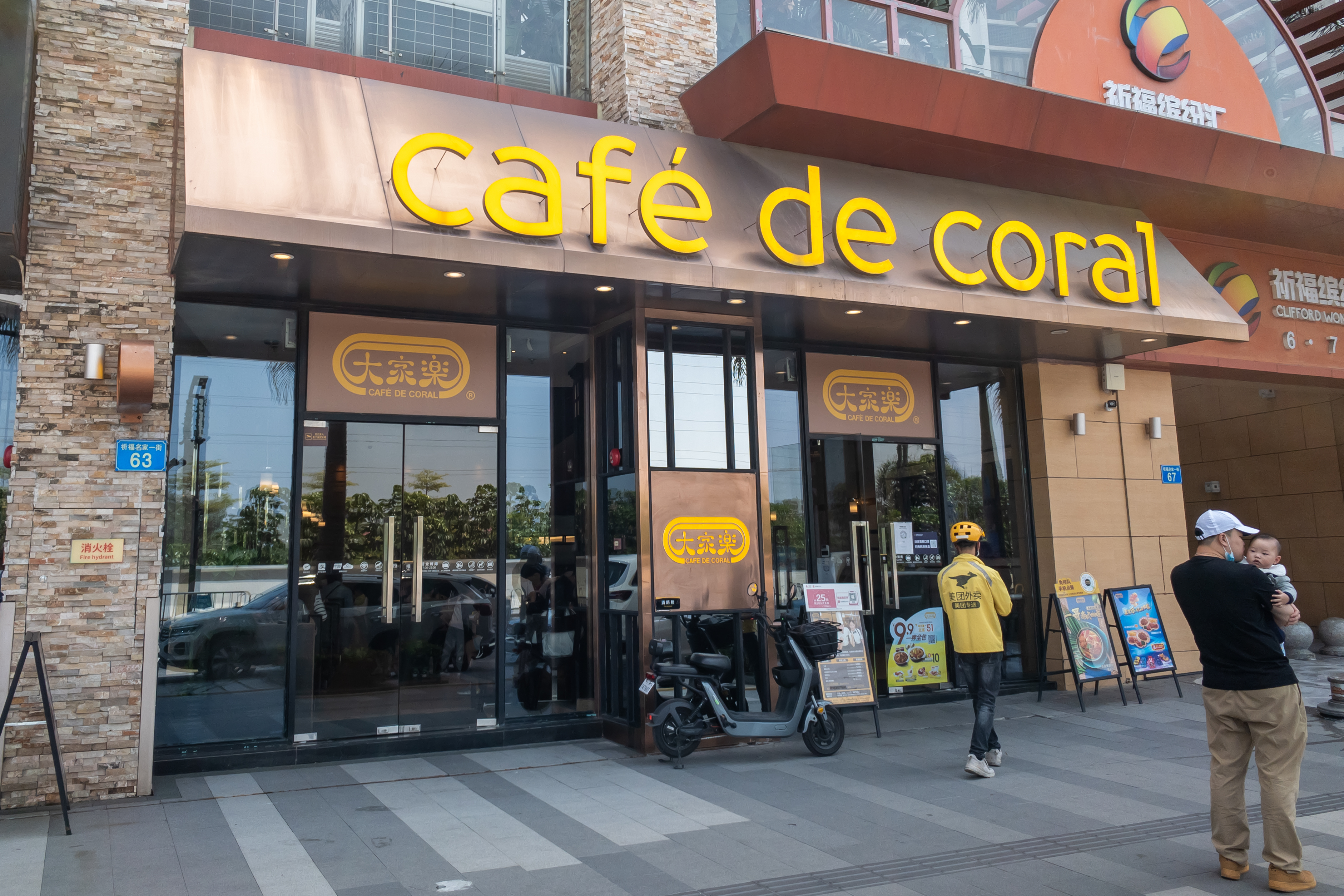
Exterior de la tienda de Clifford Estates en China
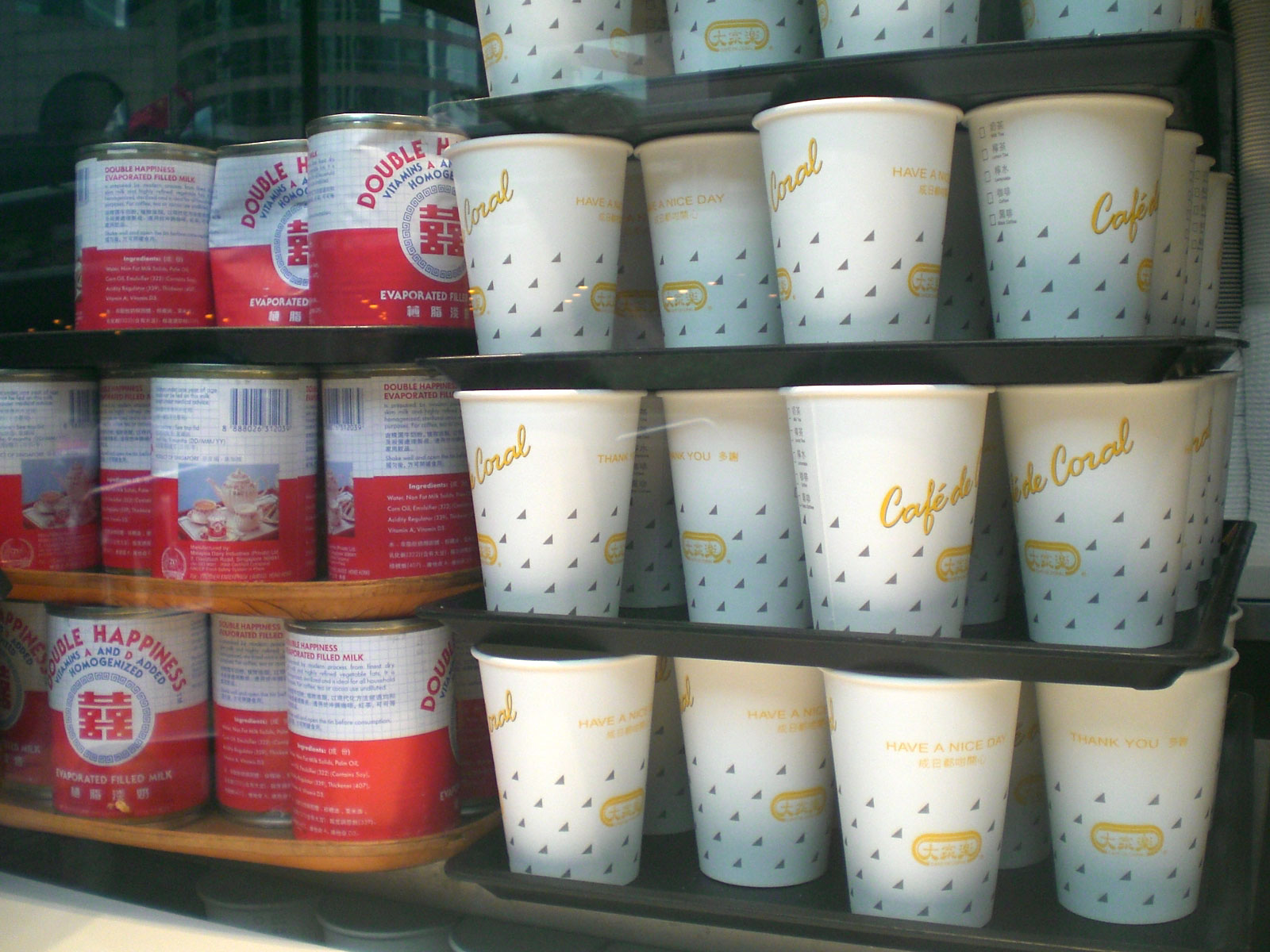
Té con leche recocida.
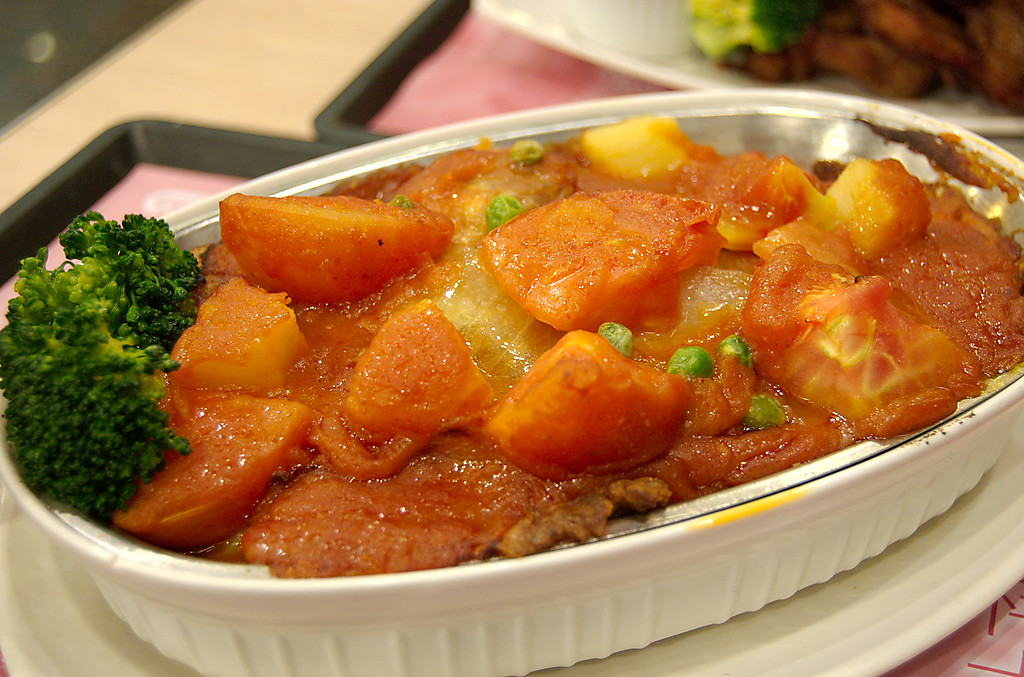
Arroz con chuletas de cerdo al horno.
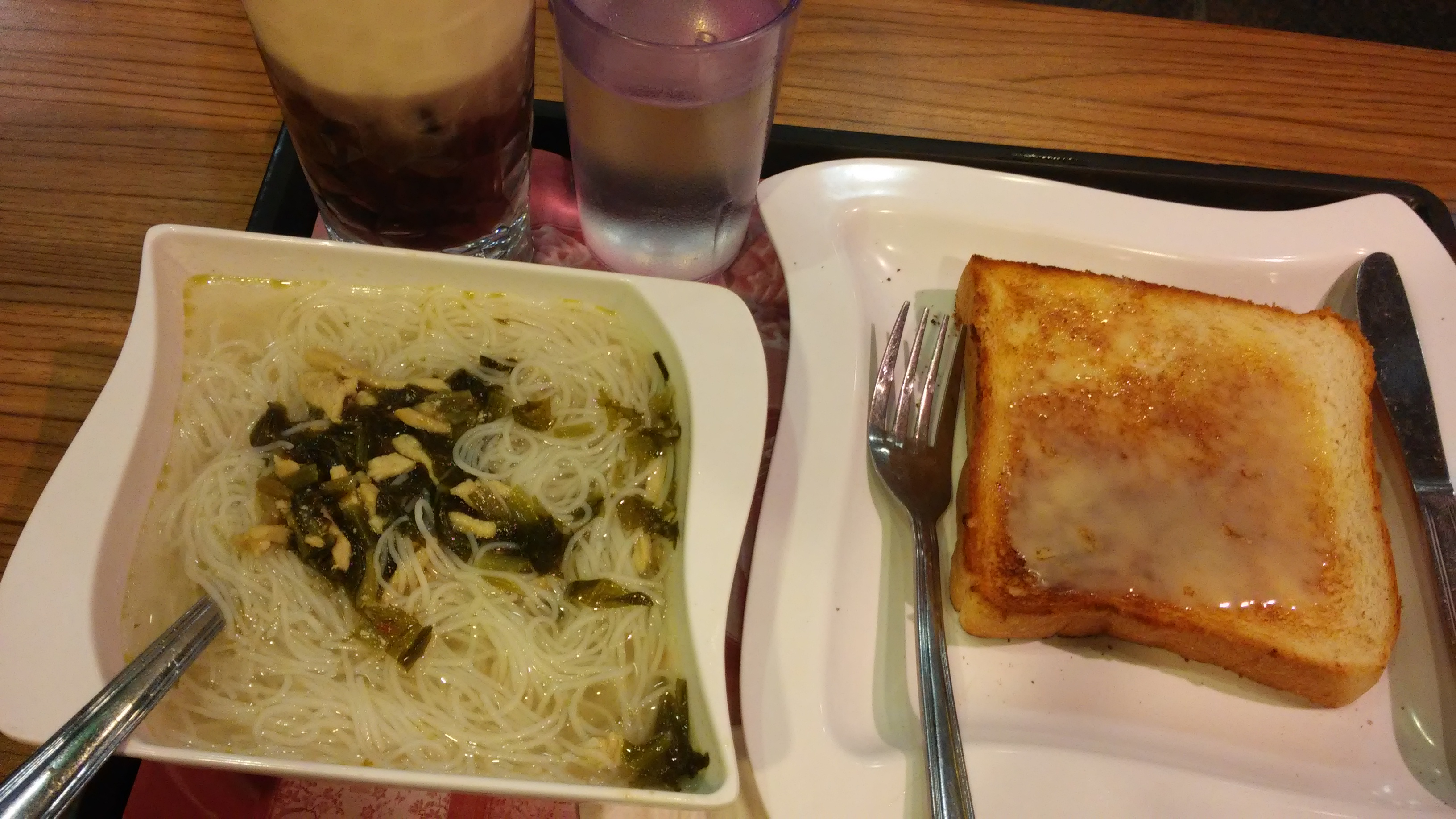
Comida para el té de la tarde
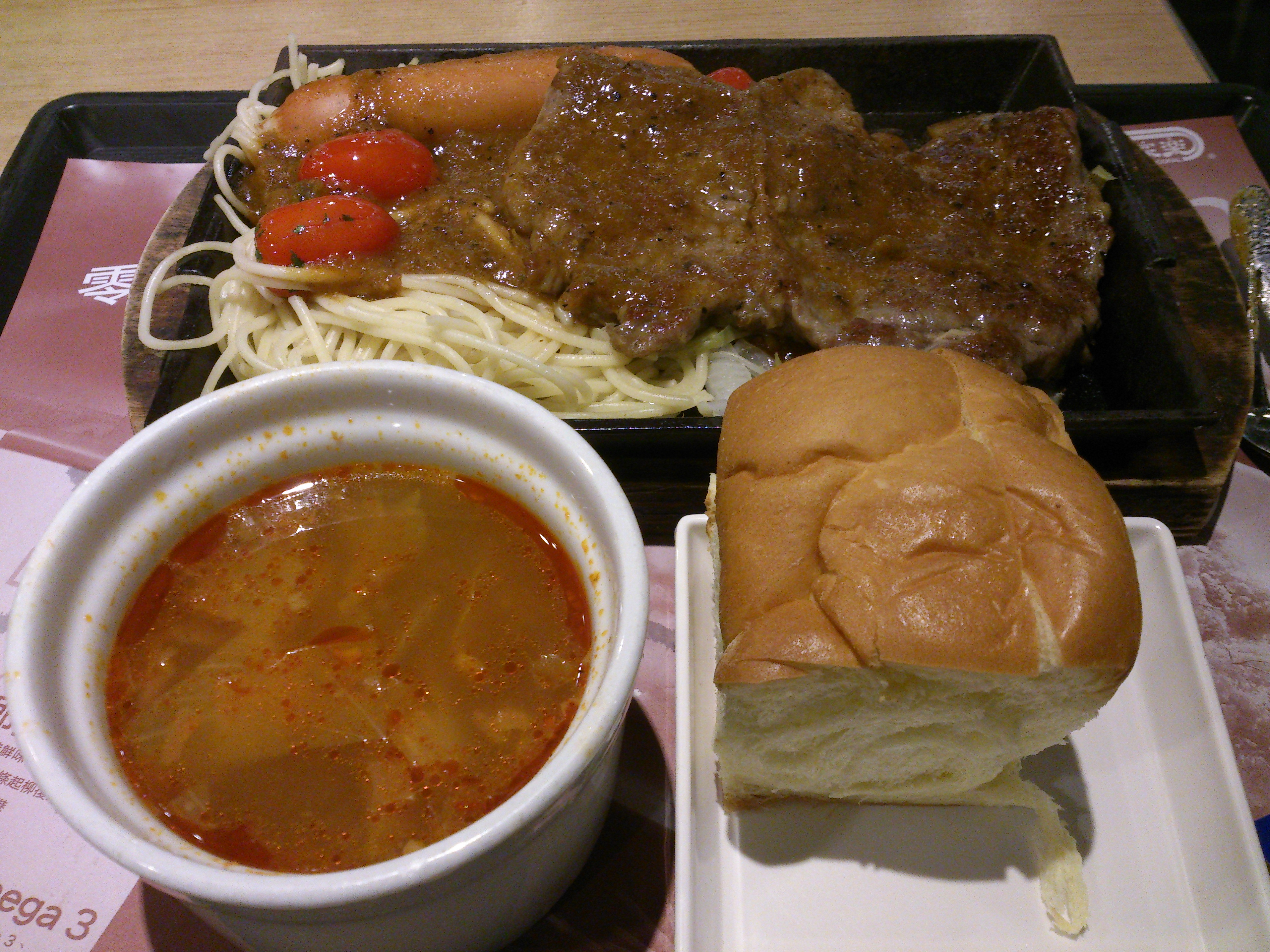
Set de filetes para la cena.
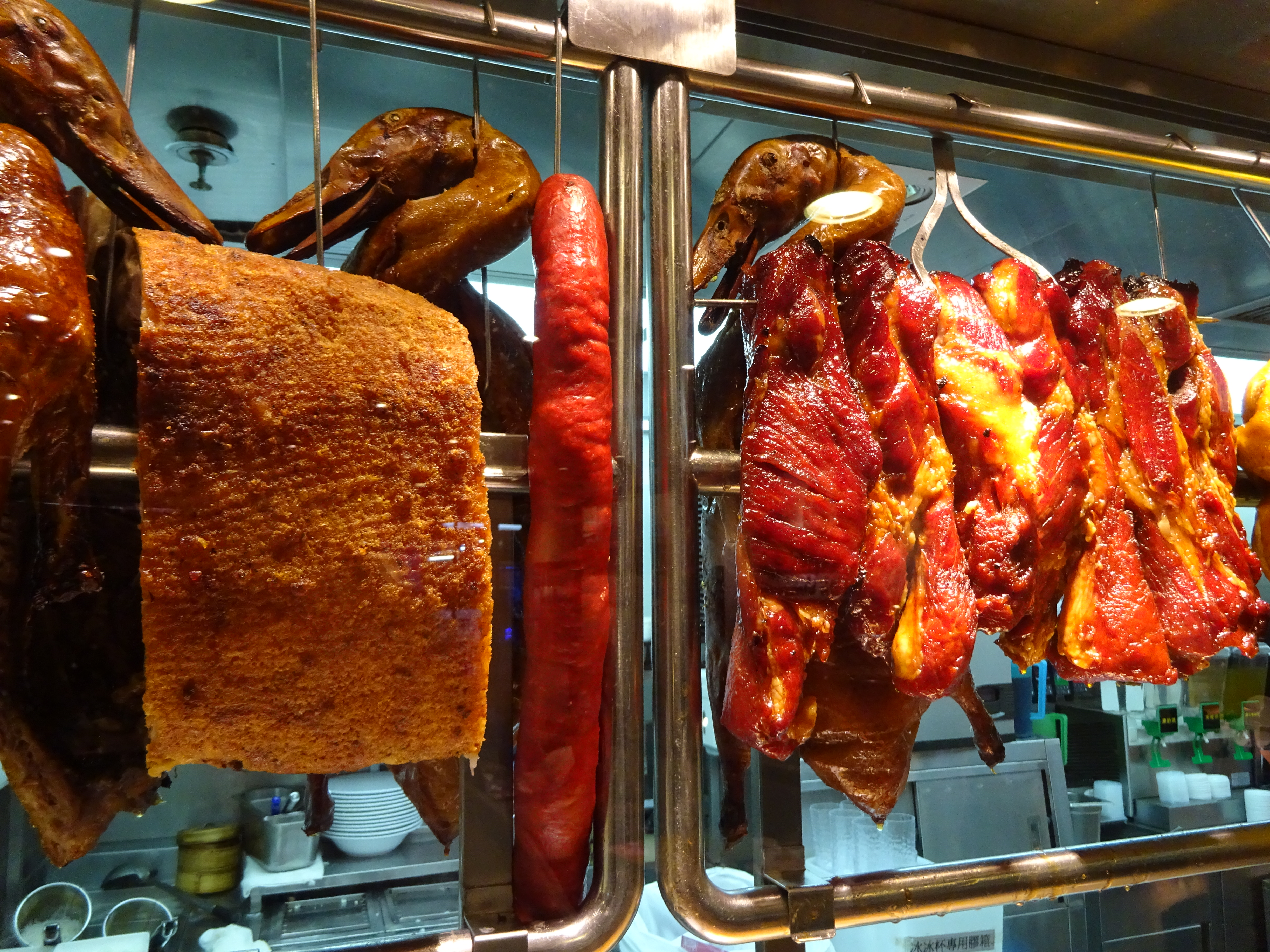
Selección de asados.

## Controversia salarial
Cuando se aprobó la ley de salario mínimo en Hong Kong en julio de 2010, Café de Coral aumentó el salario promedio de HK$22.4/hora a HK$33/hora para cumplir con los requisitos legales. Sin embargo, durante este proceso, dejó de pagar a sus empleados por los descansos para el almuerzo. Esta decisión generó una reacción negativa del público y la Confederación de Sindicatos de Hong Kong amenazó con iniciar un boicot. Tres días antes del inicio del boicot, Café de Coral revirtió su decisión, retomando el pago por los descansos mientras mantenía el aumento salarial.